# Geneviève Racette
Pour les articles homonymes, voir Racette.
Geneviève Racette est une auteure-compositrice-interprète québécoise.

## Biographie
Originaire de Dorval, Geneviève est auteure-compositrice-interprète bilingue. Elle a commencé à chanter vers l'âge de 8 ans et a eu sa première guitare à 11 ans. Elle est la fille de deux parents musiciens et ayant étudié la musique. Sa mère est une pianiste de formation classique et son père est un mélomane et un guitariste autodidacte. 
Son premier EP (extended play) parait en mai 2014 et lui vaut une nomination pour le prix Sirius XM Indies «Artiste francophone de l'année (émergent)» (2015). Son premier album complet « Les aurores boréales» est lancé en mai 2016. Les chansons de Geneviève jouent dans plusieurs radios canadiennes, notamment ICI Musique, Sirius XM et plus d’une quarantaine d’autres stations. 
En 2017, Geneviève assure les premières parties de Valérie Carpentier et de François Lachance. La même année, elle est choisie parmi 150 artistes pour participer à la résidence pour auteurs-compositeurs-interprètes du Banff Centre for Arts and Creativity, afin de travailler sur ses chansons avec certains des créateurs les plus renommés de Nashville. 
Après une saison estivale bien remplie avec la tournée «Découverte» du ROSEQ en 2017, Geneviève lance à automne un projet de mini-album de reprises anglophones simplement intitulé «Covers».

En 2018 artiste commence à collaborer avec InTempo Musique.  En 2019, Elle retourne au Banff Center for Arts and Creativity pour travailler à la pré-production de son album, No Water, No Flowers. Ce premier album anglophone permet à Geneviève de remporter le prix d’artiste émergente de l’année aux Canadian Folk Music Awards (2020). Plusieurs chansons de cet album se retrouvent sur de nombreuses listes de lecture éditoriales de Apple Music, Spotify ainsi que Amazon Music et figurent dans le top 10 ICI Musique à Sirius XM. 
Elle attire l'attention de l'auteur-compositeur-interprète Dallas Green sur Instagram avec sa reprise de Hello, I'm in Delaware. Il l'a ensuite invitée à se produire avec lui sur scène au festival Osheaga en 2019.
La tournée de spectacles qui suit la sortie de l'album No Water, No Flowers, amène Geneviève à se produire sur les scènes canadiennes d’un océan à l’autre, elle a ce produit sur plus d'une centaine de salles de concert canadiennes. Racette a élargi son territoire de représentation, passant de salles principalement québécoises à d'autres provinces canadiennes : Manitoba, Saskatchewan et Maritimes, en tant que tête d'affiche de chacune des tournées. Osheaga, Home Routes - Chemin chez nous, Canadian Music Week (2019), Folk Music Ontario (2019), Folk Alliance International (2020), ne sont que quelques-uns des événements auxquels l'artiste participe.
En mai 2021 elle lance le single Maybeet en septembre 2021 le single Les adieux, et en Janvier 2022 le single Someone avec la participation de City in Color,,. En Mars 2022 elle lance l'album Satellite,.

## Prix et distinctions
2020: Canadian Folk Music Award: Artiste émergente